# J. R. Jayewardene
Junius Richard Jayewardene (cingalés: ජුනියස් රිචඩ් ජයවර්ධන, Tamil: ஜூனியஸ் ரிச்சட் ஜயவர்தனா; 17 de septiembre de 1906 - 1 de noviembre de 1996), famoso abreviado en Sri Lanka como J. R., fue el líder de Sri Lanka desde 1977 hasta 1989, sirviendo como primer ministro a partir de 1977 a 1978 y como Presidente de Sri Lanka desde 1978 hasta 1989. Él era un líder del movimiento nacionalista en Ceilán (ahora Sri Lanka) que sirvió en una variedad de puestos en el gabinete en las décadas posteriores a la independencia. Un antiguo miembro del Partido Nacional Unido, que lo llevó a una victoria aplastante en 1977 y se desempeñó como primer ministro durante medio año antes de convertirse en el primer presidente ejecutivo del país bajo una constitución enmendada.
El 29 de julio de 1987 firmó junto al primer ministro indio, Rajiv Gandhi, el Acuerdo de Paz India-Sri Lanka. Se esperaba que el acuerdo resolviera la Guerra Civil de Sri Lanka al permitir la decimotercera enmienda a la Constitución de Sri Lanka y la Ley de Consejos Provinciales de 1987. Según sus términos, Colombo acordó una devolución de poder a las provincias, las tropas de Sri Lanka debían ser retiradas a sus cuarteles en el norte y los rebeldes tamiles debían entregar sus armas. 

## Otras lecturas
- De Silva, K. M., & Wriggins, W. H. (1988), J.R. Jayewardene of Sri Lanka: a political biography, University of Hawaii Press  ISBN 0-8248-1183-6
- Jayewardene, J. R. (1988), My quest for peace: a collection of speeches on international affairs, OCLC 20515117
- Dissanayaka, T. D. S. A. (1977), J.R. Jayewardene of Sri Lanka: the inside story of how the Prime Minister led the UNP to victory in 1977, Swastika Press OCLC 4497112